# Vitória do Mearim
Vitória do Mearim est une municipalité brésilienne située dans l'État du Maranhão.